# Max Alauzun
Max Alauzun est un footballeur français, né le 13 décembre 1937 au Kef en Tunisie et mort le 22 juillet 2009 à Bourg-Saint-Andéol,. Il évolue au poste de défenseur du début des années 1950 au milieu des années 1960.

## Biographie
Max Alauzun a joué 54 matchs (3 buts) en Division 1 avec l'Olympique de Marseille.